# 迈凯伦集团
迈凯伦集团（英語：McLaren Group），總部設在英國薩里沃金的迈凯伦技術中心，包括一組由羅恩·丹尼斯創建的公司。

## 历史
迈凯伦集团起源於新西蘭人布魯斯·迈凯伦1963年成立的車隊。該集團希望通過麥克拉倫F1繼任者麥克拉倫P1的投產將市場從一級方程式賽車拓展到民用汽車。近年來，迈凯伦集团集團已跨足到其它精密製造領域，如太陽能和風能行業的馬達裝置。
1998 年至 2011 年间，迈凯伦在英国沃金建造了迈凯伦技术中心（集团的新总部和工厂）和迈凯伦生产中心。